# گیلووکا گورنا
گیلووکا گورنا (به لاتین: Gilówka Górna) یک روستا در لهستان است که در گمینا ایووو واقع شده‌است. گیلووکا گورنا ۱۲۰ نفر جمعیت دارد.